# Hicanats
Els hicanats (en grec medieval Ίκανάτοι, Hikanatoi "la gent capaç"), va ser un dels tagmata o unitats militars de l'exèrcit romà d'Orient, les unitats de guàrdia d'elit amb seu propera a Constantinoble. Aquesta unitat es va fundar a principis del segle ix i va sobreviure fins a finals del segle xi.

## Història
La data exacta de creació dels hicanats no es coneix amb exactitud. La Vita Ignatii, un relat hagiogràfic de la vida del patriarca de Constantinoble Ignasi de Constantinoble, diu que els hicanats van ser creats cap al 809 per l'emperador Nicèfor I. Aquesta data és acceptada generalment pels historiadors. Les evidències sigil·logràfiques són escasses i podrien suggerir que va ser creada cap a finals del segle viii. Segons la Vita, Nicetes, el net de l'emperador Nicèfor que seria després el patriarca Ignasi, va ser el primer comandant d'aquesta unitat. La seva existència com a unitat militar està ben demostrada durant els segles ix i X, però les fonts no són prou clares pel que fa al segle xi. De fet, el terme hikanatoi es podria haver utilitzat com a nom familiar en lloc de designar una unitat. Sigui com sigui, aquesta unitat, com la majoria dels tagmes, va deixar d'existir en algun moment de la segona meitat del segle xi.

## Estructura
Els hicanats sembla que s'estructuraven segons el model de tagma de la Vigla (unitat de vigilància), i eren dirigits per un domèstic (en grec: δομέστικος τῶν Ἱκανάτων, domestikos tōn Ikanatōn) que sovint tenia el títol de protoespatari. El seu segon tenia el rang de topoteretes ("tinent", "substitut") i també tenia el de protoespatari. Els altres oficials tenien un rang inferior al d'espatari. Tal com succeïa a la Vigla, hi havia un cartulari (funcionari fiscal, secretari), diversos kometes (comtes, comptadors) i quentarques que dirigien una banda, la divisió més petita de cada unitat. Finalment, hi havia un protomandator (el cap dels missatgers).
Com passa en altres tagmata, no es coneix amb certesa la mida exacta de la unitat ni les seves subdivisions. Les informacions es basen principalment en fonts àrabs i es discuteix la seva precisió i veracitat. Warren Treadgold considera les xifres àrabs prou probables, i indiquen que els tagmata tenien una quantitat estàndard de 4.000 homes cadascuna encara que John Haldon considera aquestes xifres exagerades. Segons ell, la xifra total d'hes per tots els tagmes en aquesta època seria de 4.000. Les llistes de l'expedició contra l'Emirat de Creta el 949 que s'inclouen a l'obra De ceremoniis de l'emperador Constantí VII mencionen la presència de 456 hikanatoi, però no se sap amb certesa quina proporció de la unitat representa aquesta xifra.